# Ravni (Chorwacja)
Ravni – wieś w Chorwacji, w żupanii istryjskiej, w gminie Raša. W 2011 roku liczyła 73 mieszkańców.